# Geoffrey Palmer (Schauspieler)

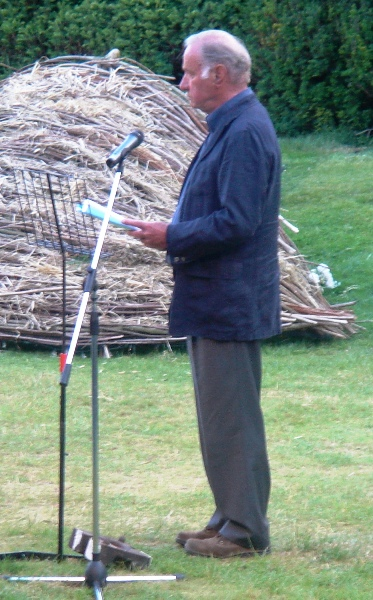
Geoffrey Palmer (2008)

Geoffrey Dyson Palmer, OBE (* 4. Juni 1927 in London; † 5. November 2020 in Buckinghamshire) war ein britischer Schauspieler bei Theater, Film und Fernsehen.

## Leben und Karriere
Palmer begann seine Karriere beim Theater, war Stellvertretender Inspizient und Darsteller. Nach einer Hauptrolle in John James Osbornes West of Suez am Royal Court Theatre wirkte er in weiteren großen Produktionen am Royal Court und am Royal National Theatre mit.
Palmer stand von Mitte der 1950er-Jahre bis ins hohe Alter regelmäßig vor der Kamera und spielte insbesondere im britischen Fernsehen viele profilierte Rollen in Sitcoms wie The Rise and Fall of Reginald Perrin. Seine bekannteste Fernsehrolle spielte er an der Seite von Judi Dench in der Serie As Time Goes By, die zwischen 1992 und 2005 entstand. Er und Dench spielen darin in den Hauptrollen ein einstiges Paar, das sich unerwartet nach fast 40 Jahren wiedertrifft. In vielen seiner Komödienrollen fällt er durch einen betont subtilen und unerschütterlichen Gesichtsausdruck in den komischsten Situationen auf. Im Kino war er in bekannten Filmen wie Ein Fisch namens Wanda, King George – Ein Königreich für mehr Verstand und James Bond 007 – Der Morgen stirbt nie zu sehen, war dort aber hauptsächlich auf Nebenrollen festgelegt.
Palmer war ab 1963 mit Sally Green verheiratet; das Paar hat zwei Kinder. 2004 wurde er vom britischen Königshaus zum Officer of the Order of the British Empire (OBE) ernannt. Er starb im November 2020 im Alter von 93 Jahren.

## Filmografie (Auswahl)
- 1955: St. Ives (Fernsehserie, eine Folge)
- 1959–1960: The Army Game (Fernsehserie, 20 Folgen)
- 1959–1962: Garry Halliday (Fernsehserie, 20 Folgen)
- 1961–1965: Mit Schirm, Charme und Melone (The Avengers; Fernsehserie, vier Folgen)
- 1970–1972/2007: Doctor Who (Fernsehserie, sieben Folgen)
- 1973: Der Erfolgreiche (O Lucky Man!)
- 1976–1979: The Fall and Rise of Reginald Perrin (Fernsehserie, 13 Folgen)
- 1978: Die Füchse (The Sweenewy, Fernsehserie, 1 Folge)
- 1978/1983: Die Profis (The Professionals; Fernsehserie, zwei Folgen)
- 1979: Fawlty Towers (Fernsehserie, Folge The Kipper and the Corpse)
- 1981–1983: The Last Song (Fernsehserie, 13 Folgen)
- 1983: Death of an Expert Whitness (Miniserie)
- 1983: Der Honorarkonsul (The Honorary Consul)
- 1984–1986: Fairly Secret Army (Fernsehserie, 13 Folgen)
- 1985: Ein Z & zwei Nullen (A Zed & Two Noughts)
- 1986: Clockwise – Recht so, Mr. Stimpson (Clockwise)
- 1988: Ein Fisch namens Wanda (A Fish Called Wanda)
- 1988: Hawks – Die Falken (Hawks)
- 1989: Blackadder (Fernsehserie, Folge Goddbyeee)
- 1990: Inspector Morse (Fernsehserie, Folge The Eternal Serpent)
- 1992–2005: As Time Goes By (Fernsehserie, 67 Folgen)
- 1994: King George – Ein Königreich für mehr Verstand (The Madness of King George)
- 1996: The Legacy of Reginald Perrid (Fernsehserie, sieben Folgen)
- 1997: Ihre Majestät Mrs. Brown (Mrs. Brown)
- 1997: James Bond 007 – Der Morgen stirbt nie (Tomorrow Never Dies)
- 1999: Anna und der König (Anna and the King)
- 2002: Dickens (Fernseh-Miniserie)
- 2003: Peter Pan
- 2006: Flutsch und weg (Flushed Away, Stimme)
- 2009: Der rosarote Panther 2 (The Pink Panther 2)
- 2009: Auf doppelter Spur (Agatha Christie's Poirot; Fernsehserie, Folge The Clocks)
- 2011: W. E. – Die Romanze des Jahrhunderts (W.E.)
- 2012: Bert & Dickie
- 2014: Paddington
- 2021: To Olivia